# Vignes (Pyrénées-Atlantiques)
Vignes település Franciaországban, Pyrénées-Atlantiques megyében. Lakosainak száma 456 fő (2022. január 1.). Vignes Arzacq-Arraziguet, Coublucq, Louvigny, Méracq, Mialos és Poursiugues-Boucoue községekkel határos.

## Népesség
A település népessége az elmúlt években az alábbi módon változott:
| Lakosok száma | 408  | 415  | 449  | 441  | 454  | 458  | 451  | 449  | 456  |
|               | 2013 | 2015 | 2016 | 2017 | 2018 | 2019 | 2020 | 2021 | 2022 |